# فرخنده سبیل‌آبی
فرخنده سبیل‌آبی (نام علمی: Tangara johannae) یک گونه از پرندگان خانواده فرخندگان است که در Choco کلمبیا و اکوادور یافت می‌شود. زیستگاه طبیعی آن جنگل‌های دشت نمناک نیمه‌گرمسیری یا گرمسیری است. نابودی زیستگاه آن را تهدید می‌کند.